# Convoi no 66 du 20 janvier 1944
Le convoi no 66 du 20 janvier 1944, surnommé « Convoi 66 », est un convoi de déportation de Juifs de France parti du camp de Drancy vers la gare de Bobigny à destination du camp d'extermination d'Auschwitz-Birkenau. Ce fut le premier convoi de l'année 1944.

## Le convoi

### Des déportés majoritairement français
Ce convoi était occupé par 1 153 déportés (539 femmes et 614 hommes). 53 % étaient de nationalité française, ce qui marque un tournant important dans la déportation puisque ceux-ci étaient auparavant préservés. Des recherches ont permis de dénombrer 144 enfants de moins de quatorze ans dont 81 enfants de moins de neuf ans. Seul un quart des déportés entreront effectivement dans le camp, puisque les autres seront directement gazés le 23 janvier 1944.

### Composition du convoi
Faisaient partie du convoi Alfred Nakache, sa femme Paule et sa fille Annie  , Albert et Hélène Samuel, parents de Raymond Aubrac, Grégoire Dridso,  Madeleine Elbogen, épouse d'André Elbogen, résistant fusillé, sœur de Henri Klein, résistant fusillé et de Claire Klein, déportée dans le même convoi, Jeanne Lévy-Meiss, sœur de Léon Meiss, et sa famille, Suzanne Birnbaum, autrice du livre autobiographique Une française juive est revenue , Jeanne Lévy-Meiss, sœur de Léon Meiss et leurs enfants Madeleine, Jacqueline et Simone, Jacob Miltsztayn, sa fille aînée Mireille (Chaja) Miltsztayn et son beau-frère Maurice Rybak qui avaient été aidés par Lucienne Daniel Miltsztayn, Juste parmi les Nations, Gérard Avran, qui survit à la Shoah, son père, Salomon Avram, sa mère, Rose Avram et les jumeaux, Mireille Avram et Pierre Avram, Baila Marjanka, résistante d'origine polonaise, Joseph Borne, futur père d'Élisabeth Borne, avec ses frères Isaac et Albert, et son père Zelig, Léon Lehrer. Ainsi que plus de 200 juifs travailleurs forcés dans les champs agricoles des Ardennes sous la directive de la WOL III, dont Rayzla Grynszpan (née Goldsztein), Hélène Kardech (née Neumann) et ses 2 fils Jean et Joseph (tous les 2 survivants), Maurice Petchikowsky (survivant), Zelda Kajler et son fils Maurice Morgensztern, Esther Dina Rozenberg, Leweck (Léon) Poltorak, Samuel Poltorak, Aron Poltorak (survivant).
Faisaient également partie de ce convoi les Juifs du département de la Somme et du département de l'Oise raflés les 4 et 5 janvier 1944.

Stolpersteines en hommage à la famille Lipschitz, déportés dans le convoi n° 66.
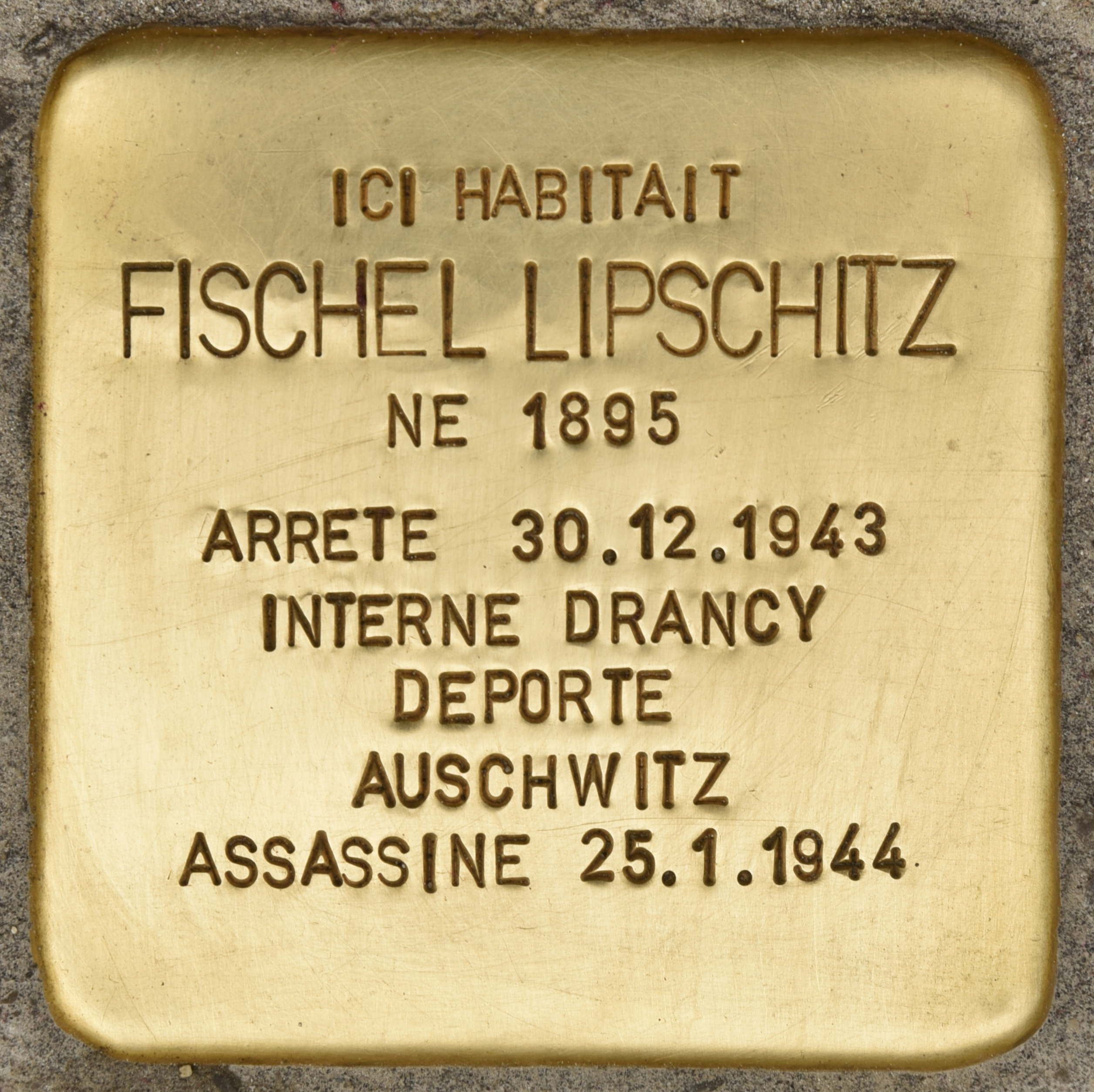
Fischel Lipschitz (1895-1944), le père.
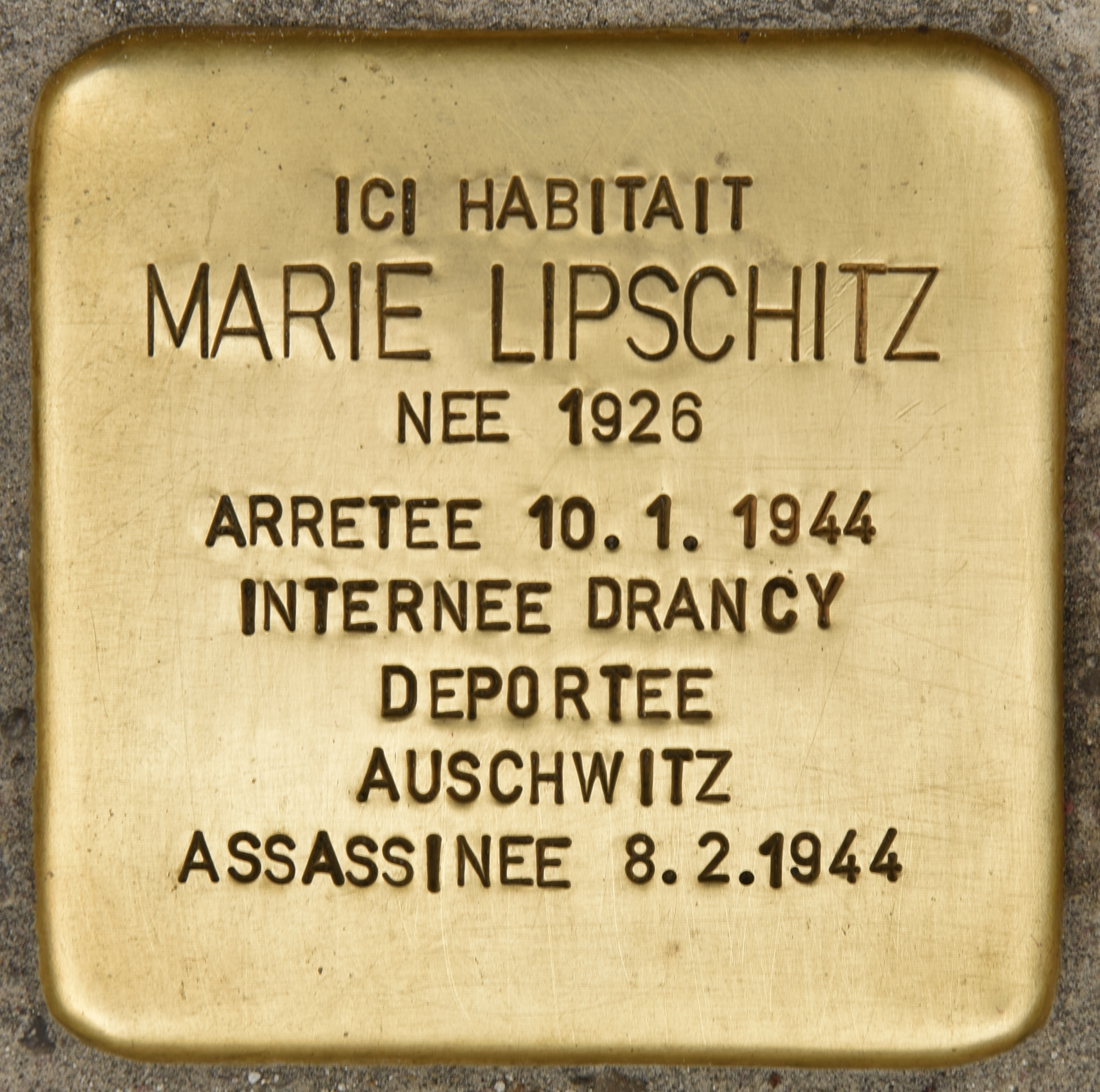
Marie Lipschitz (1926-1944), la fille aînée déportée par le convoi suivant, 67.
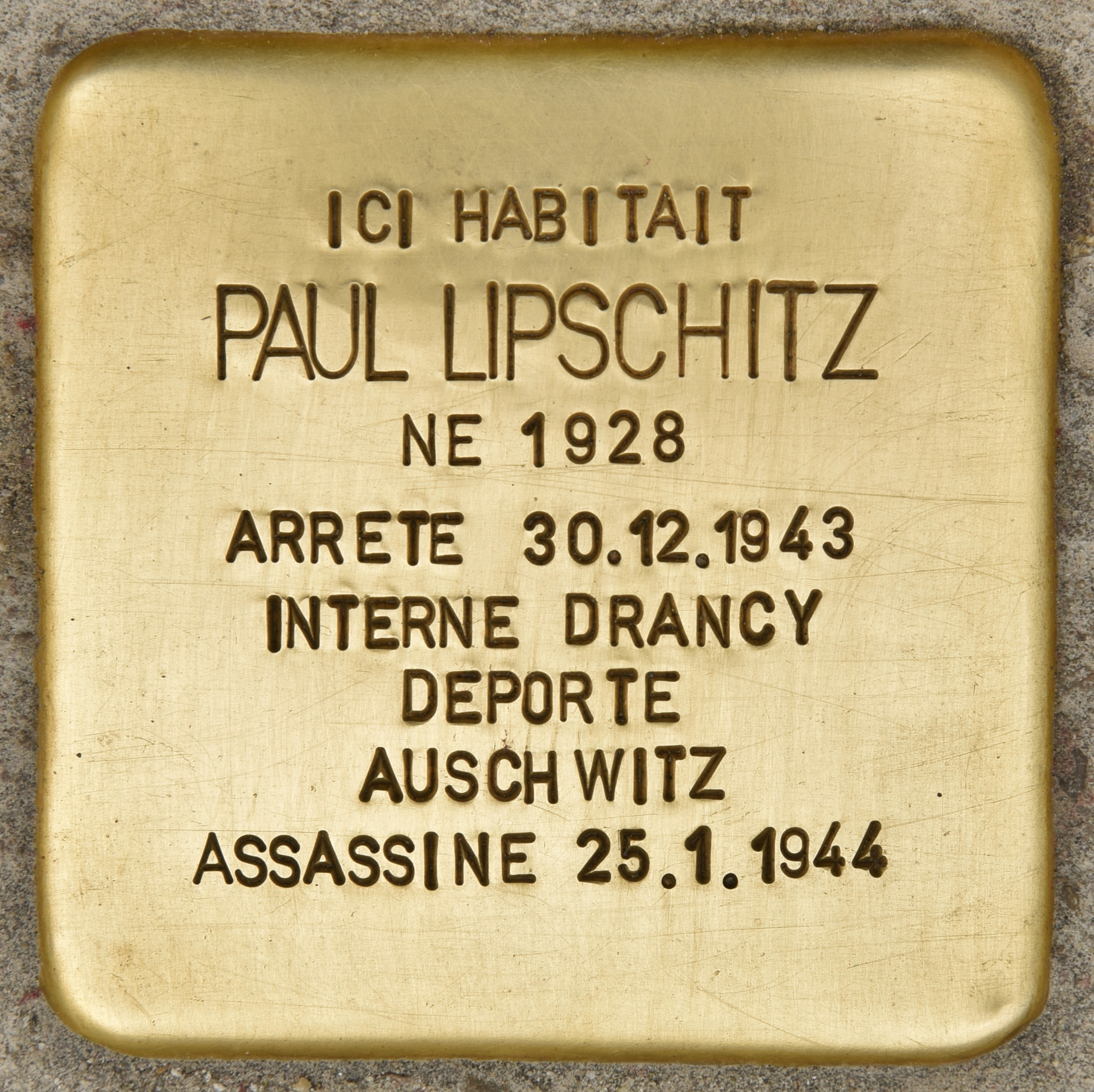
Paul Lipschitz (1928-1944), le fils aîné.
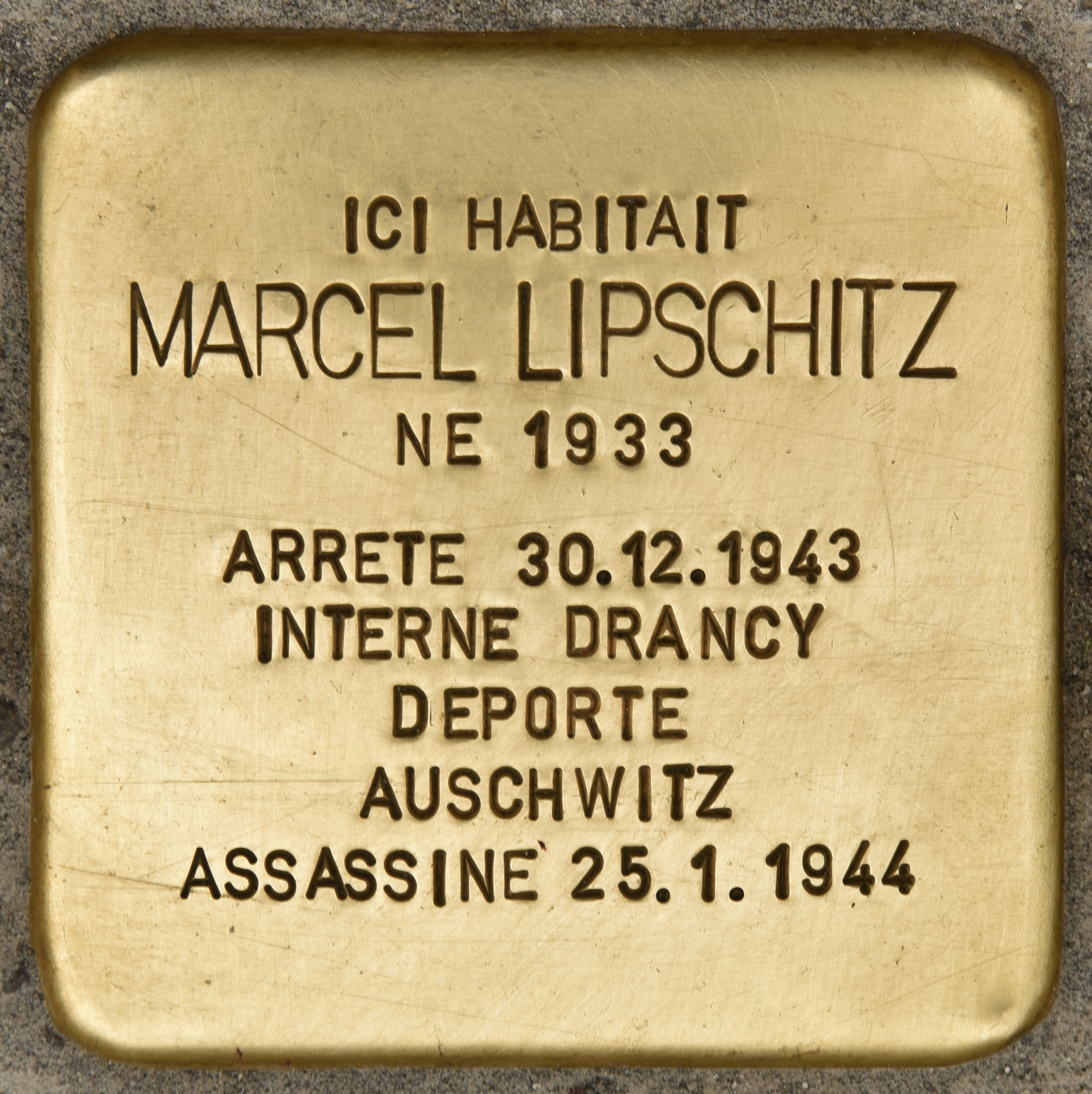
Marcel Lipschitz (1933-1944), le benjamin.
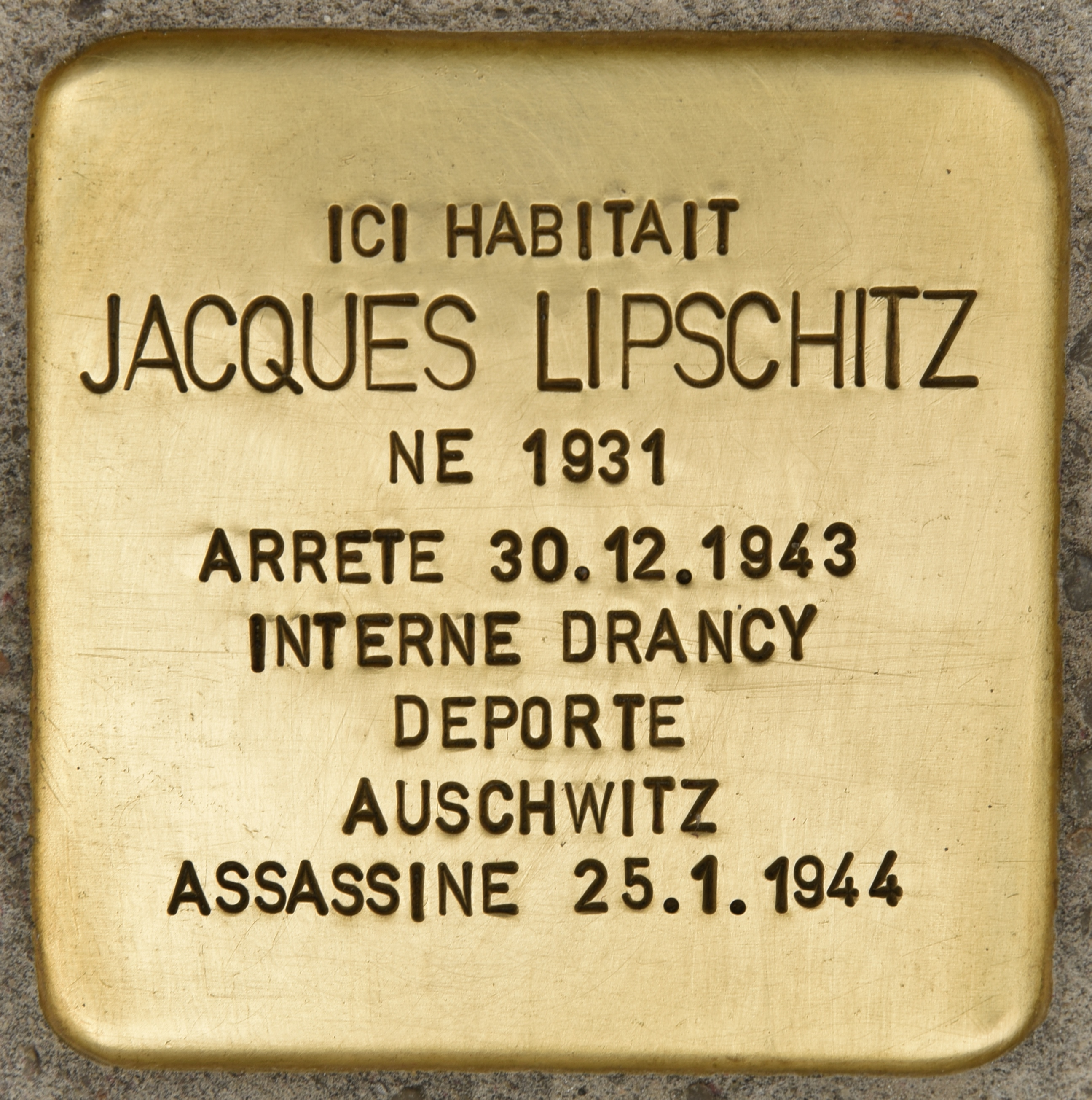
Jacques Lipschitz (1931-1944), le fils cadet.

#### Ouvrages
- Serge Klarsfeld, Mémorial de la déportation des Juifs de France, Paris, 1978.
- Ginette Hirtz, Les Hortillonnages sous la grêle : histoire d'une famille juive en France sous l'Occupation, Paris, Mercure de France, coll. « En direct », 1982, 182 p. (ISBN 978-2-715-20014-2, OCLC 9082226).
- Claude Wateel, D’Amiens à Auschwitz, la tragédie des Redlich, Amiens, Claude Wateel, 2013  (ISBN 978 - 2 - 7 466 - 6 733 - 4).
- Nina Winograd, Un convoi de déportés juifs : le transport Drancy-Auschwitz du 20 janvier 1944, mémoire de Master 1, sous la direction du professeur Jean Quellien, Université de Caen Basse-Normandie, 2011.

#### Articles
- Nina Winograd, « Le convoi du 20 janvier 1944, 11563 Juifs vers Auschwitz » in Mémoire vivante no 65, juin 2010.
- Nina Winograd, « Un convoi de déportés juifs : le transport Drancy-Auschwitz du 20 janvier 1944 » in Le Patriote résistant no 846, octobre 2010.